# Толкование сновидений
Толкование сновидений — процесс придания значения снам. Хотя этот процесс может быть связан с некоторыми формами психотерапии, нет достоверных доказательств того, что понимание или интерпретация снов оказывает положительное влияние на психическое здоровье человека.
Во многих древних обществах, таких как Египет и Греция, сновидения считались сверхъестественным сообщениями, видом божественного послания, которое могло быть истолковано людьми, обладающими необходимыми для этого духовными силами. В наше время различные школы психологии и нейробиологии предложили свои теории о значении и цели сновидений. Большинство людей в настоящее время, по-видимому, интерпретируют содержание сновидений в соответствии с фрейдистским психоанализом. Это показывает исследование, проведённое в Соединённых Штатах, Индии и Южной Корее.
Люди, склонные верить, что сны особенно значимы, придают больше значения информации во сне, чем подобной информации наяву. Например, люди сообщают, что они с большей вероятностью отменили бы запланированную поездку, связанную с полётом на самолете, если бы им приснилось, что их самолёт разбился накануне вечером, чем если бы Министерство внутренней безопасности выпустило федеральное предупреждение.
Однако, люди не придают одинаковое значение всем снам. По-видимому, они используют мотивированные рассуждения при интерпретации своих снов. Они с большей вероятностью сочтут сны, подтверждающие их убеждения и желания наяву, более значимыми, чем сны, которые противоречат их убеждениям и желаниям наяву.

## История

### Ранние цивилизации
Древний аккадский эпос о Гильгамеше содержит многочисленные примеры толкования снов.
Древние шумеры в Месопотамии оставили свидетельства толкования снов, датируемые, по крайней мере, 3100 годом до н. э. в Месопотамии. На протяжении всей истории Месопотамии сны всегда считались чрезвычайно важными для гадания, и месопотамские цари уделяли им пристальное внимание. Гудеа, царь шумерского города-государства Лагаш (царствовал в c. 2144—2124 до н. э.), восстановил храм Нингирсу в результате сна, в котором ему было сказано это сделать. Аккадский эпос о Гильгамеше содержит многочисленные рассказы о пророческой силе снов. Во-первых, у самого Гильгамеша есть два сна, предсказывающих прибытие Энкиду. В одном из этих снов Гильгамеш видит, как с неба падает топор. Люди собираются вокруг него в восхищении и поклонении. Гильгамеш бросает топор перед своей матерью Нинсун, а затем обнимает его, как жену. Нинсун интерпретирует этот сон как означающий, что скоро появится кто-то могущественный. Гильгамеш будет бороться с ним и попытается одолеть его, но у него ничего не получится. В конце концов, они станут близкими друзьями и совершат великие дела. Она заключает: «То, что ты обняла его как жену, означает, что он никогда не оставит тебя. Таким образом, ваша мечта исполнена». Позже в эпосе Энкиду снится встреча героев с гигантом Хумбабой. Сны, также, иногда рассматривались как средство заглядывания в другие миры, и считалось, что душа или какая-то её часть выходила из тела спящего человека и на самом деле посещала места и людей, которых сновидец видел во сне. В Табличке VII эпоса Энкиду рассказывает Гильгамешу сон, в котором он видел, как боги Ану, Энлиль и Шамаш приговаривают его к смерти. Ему также снится сон, в котором он посещает Подземный мир.
Ассирийский царь Ашшурнасирпал II (правил в 883—859 гг. до н. э.) построил храм Маму, возможно, богу снов, в Имгур-Энлиле, недалеко от Калху. Поздний ассирийский царь Ашшурбанипал (правил в 668-н. 627 до н. э.) во время отчаянной военной ситуации приснился сон, в котором его божественная покровительница, богиня Иштар, явилась ему и пообещала, что приведёт его к победе. Вавилоняне и ассирийцы делили сны на «хорошие», которые были посланы богами, и «плохие», посланные демонами. Сохранившаяся коллекция предзнаменований сновидений под названием Iškar Zaqīqu записывает различные сценарии сновидений, а также прогнозы того, что произойдёт с человеком, который переживает каждый сон, по-видимому, на основе предыдущих случаев. Некоторые перечисляют различные возможные результаты, основываясь на случаях, когда люди видели похожие сны с разными результатами. Упомянутые сценарии сновидений включают различные ежедневные рабочие события, поездки в разные места, семейные дела, половые акты и встречи с людьми, животными и божествами.
В Древнем Египте жрецы выступали в роли толкователей снов. Иероглифы, изображающие сны и их интерпретации, очевидны. Сны имели большое значение на протяжении всей истории большинства культур.